# Coléoptère bombardier
Pour les articles homonymes, voir Bombardier.
Taxons concernés
Dans la famille des Carabidae :
- plus de 500 espèces dont :
  - Brachinus crepitans
  - Brachinus solidipalpis
  - Stenaptinus insignismodifier

Les coléoptères bombardiers sont des coléoptères de la famille des carabidés (Carabidae) ayant la capacité de projeter bruyamment sur leurs prédateurs (fourmis...) un liquide corrosif en ébullition, mélange de substances issues de la réaction entre l'hydroquinone et le peroxyde d'hydrogène conservées ensemble dans leur abdomen grâce à la présence d'un inhibiteur chimique. 

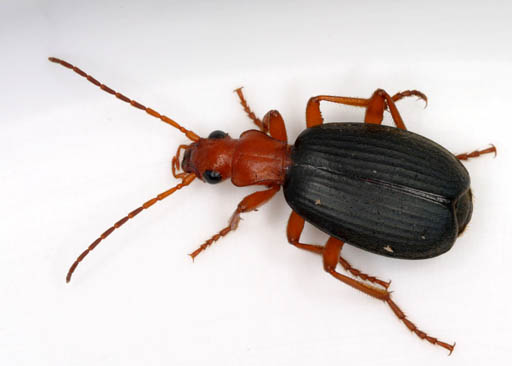
Brachinus sp.

Les bombardiers sont capables de tourner leur abdomen jusqu’à 170°.
Les bombardiers peuvent également survivre dans une certaine mesure au système digestif des crapauds qui les avaleraient, même après avoir séjourné plusieurs minutes dans l’estomac de leur prédateur. Ce sont les produits chimiques défensifs qu'ils produisent qui forcent les crapauds à les régurgiter,.
On en dénombre plus de 500 espèces, parmi lesquelles :
- Brachinus crepitans
- Brachinus solidipalpis
- Stenaptinus insignis - le bombardier africain (synonyme Pheropsophus insignis).